# اتلولد از وینچستر
اتلولد از وینچستر (انگلیسی: Æthelwold of Winchester; between 904 and 909 – ۱ اوت ۹۸۴) کشیش کاتولیک اهل پادشاهی انگلستان بود.